# جسر طايقان
جسر طايقان (بالفارسية: پل طایقان) هو جسر تاريخي يعود إلى عصر السلالة الصفوية والقاجاريون، ويقع في مقاطعة قم.